# Opération Jael
 
L'opération Jael fut une opération de diversion et de désinformation de novembre 1943 à février 1944 de la part des Alliés. Elle était destinée à convaincre les armées de l'Axe que le lieu du quartier général allié continuerait d'être en Méditerranée pendant la Seconde Guerre mondiale.
Elle fut décidée à la conférence de Casablanca, en janvier 1943, et coordonnée par la LCS (London Controlling Section) du colonel John Henry Bevan. Elle consista à générer à grande échelle de la désinformation avec l'aide de tous les services spéciaux britanniques et américains, à savoir : le MI-5, le SIS, le GC & CS (service d'écoute et de décryptage), le NID (en) (service de renseignements de la marine), le SOE, l'Air Intelligence (en), le PWE, le Foreign Office, le Comité XX, ainsi que le CSM (Committee of Special Means) au sein du SHAEF.
L'opération Jael se composa de deux sous-ensembles : les opérations Cockade et Zeppelin.
L'opération Jael fut suivie par l'opération Bodyguard.

## Moyens d'intoxication
L'opération utilisa des agents allemands retournés qui transmirent de faux rapports, des signaux  déchiffrables par l'Abwehr en toute connaissance de cause, de créations d'armées fictives, d'articles parus dans les journaux, d'allusions dans certains discours d'officiels anglais et américains, d'informations fausses remises à de vrais espions allemands, de confidences faites entre diplomates, de communications à des groupes de résistance bidon et des coups de force pour diversion contre les côtes de l'Europe occupée.

## OpérationCockade
L’opération Cockade répondait à une demande réitérée de Staline de réduire la pression allemande sur le Front Est et d'empêcher des nouveaux renforts allemands. Cet objectif ne fut pas atteint : entre avril et décembre 1943, plusieurs divisions allemandes furent déplacées d'Europe de l’Ouest et envoyées en renfort à l’est.

## OpérationZeppelin
Elle devait faire craindre aux Allemands des débarquements en Sardaigne, en Grèce et dans les Balkans pour camoufler le débarquement en Sicile (l'opération Husky) prévu pour le 10 juillet 1943. Cette opération fut un succès aux conséquences majeures : les Allemands dispersèrent leurs troupes affaiblissant la défense de la Sicile. 
Attention, cette opération ne doit pas être confondue avec son homonyme l'opération Zeppelin, opération allemande lancée en septembre 1944 visant à assassiner Staline.